# Kivio
Calligra Flow (wcześniej Kivio) – aplikacja do tworzenia wykresów, schematów i przepływów, część pakietu biurowego KOffice dla środowiska KDE, zaprojektowana na podobieństwo Microsoft Visio. Program jest zintegrowany z innymi aplikacjami KOffice i może być zagnieżdżany w poszczególnych modułach, np. w edytorze KWord.
Do możliwości Kivio należą:
- skryptowalne wzorce za pomocą Pythona;
- obsługa wzorców programu Dia;
- możliwość dodawanie wtyczek dla zwiększenia funkcjonalności.